# 사우스웨스트 항공 611편 활주로 이탈 사고
사우스웨스트 항공 611편 오버런 사고(영어: Southwest Air Lines Flight 611)는 1982년 8월 26일 일본의 사우스웨스트 항공(현재의 일본 트랜스오션 항공)의 보잉 737-200이 착륙을 시도하던 중 활주로를 오버런하면서 발생했다. 기내에 불이 붙어 승무원 2명과 승객 1명이 중상을 입었지만 사망자는 없었다.

## 비행
일본 이시가키 공항으로 가는 정기편을 위해 오후 1시 9분 오키나와 나하 공항에서 36번 활주로에 이륙했다. 항공기는 비행 고도 240(약 24,000ft/7,315m)까지 올라갔다. 이시가키에 접근한 승무원에게는 이시가키에 대한 기상정보를 알려주었다. 이시가키에 대한 풍속은 12노트, 풍속은 섭씨 32도, 활주로는 22번길 611편의 승무원은 기준 비행속도보다 약간 높은 속도로 옆바람 착륙을 했다. 항공기는 튕겨져 내려왔다가 다시 스퍼와 스러스트 리버스터가 작동하지 않는 것 같았다. 조종사는 양쪽 엔진을 모두 정지시켰지만 미끄럼 방지 제동장치가 작동하지 않아 착륙 도중 양쪽 메인 기어 타이어가 동시에 터졌다. 611편의 항공기는 활주로를 지나 오후 1시 49분에 145미터(476피트) 떨어진 곳에 멈췄다. 탑승자 전원이 대피했으며 오후 2시 1분에 보잉 737기에 불이 붙어서 파괴되었다. 이 사고로 승객과 승무원 138명 중 사망자는 없었지만 67명이 다치고 객실 승무원 한 명과 승객 한 명이 병원에 이송됐으며 빠른 대피로 중상을 막았다.

## 비고
- 여기서 사우스웨스트 항공은 현재의 일본 트랜스오션 항공이며 미국의 저비용 항공사인 사우스웨스트 항공과는 관련이 없다.